# Pennal 19
Pennal 19 är ett reservat i Kanada.   Det ligger i provinsen Nova Scotia, i den sydöstra delen av landet, 900 km öster om huvudstaden Ottawa. Pennal 19 ligger vid sjön Wallaback Lake.
I omgivningarna runt Pennal 19 växer i huvudsak blandskog. Runt Pennal 19 är det glesbefolkat, med 9 invånare per kvadratkilometer.